# George Hay, 8. Marquess of Tweeddale

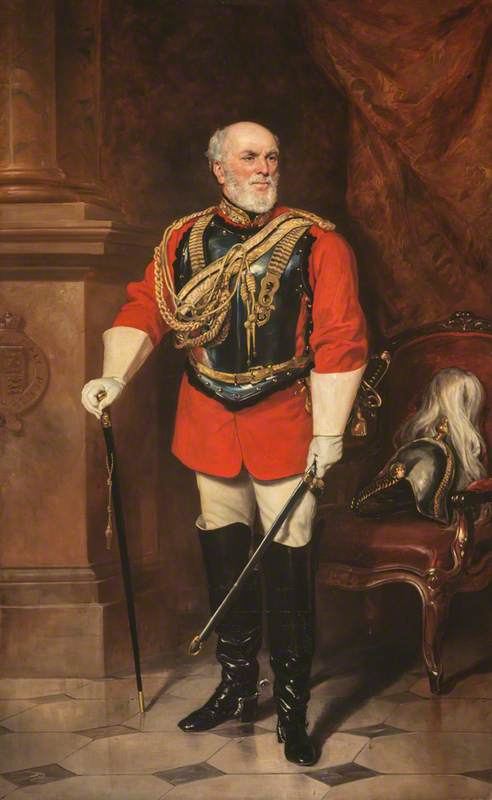
George Hay, 8. Marquess of Tweeddale

George Hay, 8. Marquess of Tweeddale KT GCB (* 1. Februar 1787 in Yester House, Haddingtonshire; † 10. Oktober 1876) war ein britischer Offizier, Peer und Kolonialbeamter in Indien.

## Leben
Er war der älteste Sohn des George Hay, 7. Marquess of Tweeddale, aus dessen Ehe mit Lady Hannah Charlotte Maitland, Tochter des James Maitland, 7. Earl of Lauderdale. Als Heir apparent seines Vaters führte er ab November 1787 den Höflichkeitstitel Viscount Walden. Im August 1804 erbte er beim Tod seines Vaters dessen schottische Adelstitel als 8. Marquess of Tweeddale, 9. Earl of Tweeddale, 8. Earl of Gifford, 8. Viscount of Walden und 16. Lord Hay of Yester.
Er besuchte die Royal High School in Edinburgh und trat im Juni 1804 als Ensign des 88th Regiment of Foot in die British Army ein. Im Oktober 1804 wechselte er als Lieutenant zum 52nd Regiment of Foot. 1816 diente er als Adjutant des britischen Generalstabs auf Sizilien. Im Mai 1807 wechselte er als Lieutenant zum 10th Regiment of Foot und im April 1808 als Captain zum 1st Regiment of Foot Guards. Er kämpfte im Peninsular War und war dort von 1807 bis 1813 Adjutant im Stab von General Arthur Wellesley, dem späteren Duke of Wellington. 1809 nahm er an der Zweiten Schlacht bei Oporto und erhielt bald das Amt des Deputy Assistant Quarter Master General. 1810 wurde er in der Schlacht bei Buçaco verwundet. 1811 wechselte er als Captain zum 15th (The King’s) Regiment of (Light) Dragoons (Hussars) und 1812 als Major zum 41st Regiment of Foot. Im Juni 1813 kämpfte er in der Schlacht bei Vitoria und wurde daraufhin zum Lieutenant-Colonel des 100th Regiment of Foot befördert. Im Britisch-Amerikanischen Krieg von 1812 führte er dieses Regiment 1814 in die Schlacht bei Chippewa, in der er verwundet wurde und in US-amerikanische Kriegsgefangenschaft geriet. Nach dem Krieg kehrte er 1815 nach Großbritannien zurück, wurde für seine Leistungen als Companion des Bathordens ausgezeichnet und wurde unter Halbsold von aktiven Militärdienst freigestellt.
Zurück in Schottland kümmerte er sich um Bewirtschaftung seiner umfangreichen Ländereien um sein Anwesen Yester House bei Gifford in Haddingtonshire. Von 1818 bis 1820 Großmeister der Freimaurer-Großloge von Schottland. Im Juli 1818 wurde er erstmals als schottischer Representative Peer ins britische House of Lords gewählt. Er wurde mehrfach wiedergewählt und hatte dieses Mandat bis zu seinem Tod inne. 1820 wurde er als Knight Companion in den Distelorden aufgenommen und von 1823 bis zu seinem Tod war er Lord Lieutenant von Haddingtonshire.
1825 wurde er zum Colonel befördert und von 1825 bis 1830 war er Aide-de-camp für König Georg IV. sowie von 1830 bis 1837 für König Wilhelm IV. 1837 wurde er zum Major-General befördert. Unterdessen entwickelte er auf seinen Ländereien eine verbesserte Methode zur Herstellung von Keramikziegeln und -fliesen, die er 1839 patentieren ließ.
1842 wurde er zum Gouverneur der Präsidentschaft Madras in Indien ernannt und wurde, durch besonderes Arrangement des Duke of Wellington, zugleich Oberbefehlshaber der Madras Army. In letzterer Rolle befasste er sich mit der Wiederherstellung der Disziplin dieser Kolonialarmee der Britische Ostindien-Kompanie. 1846 wurde er zum Lieutenant-General befördert. 1848 schied er aus dem aktiven Dienst aus und kehrte nach Großbritannien zurück.
1854 wurde er zum General befördert. Nach dem Indischen Aufstand von 1857 wurde er 1858 in eine Kommission berufen, die sich mit der Reorganisation der Kolonialarmeen im neugegründeten Britisch-Indien (Madras Army, Bengal Army und Bombay Army) befasste. Von 1846 bis 1862 war er Colonel des 30th Regiment of Foot und 1862 wurde er zum Knight Commander des Bathordens erhoben. Von 1862 bis 1863 war er Colonel des 42nd (Royal Highland) Regiment of Foot und erhielt 1863 das Zeremonialamt eines Lieutenant-Colonel der Royal Company of Archers und des Gold Stick in Waiting. Von 1863 bis 1876 war er Colonel des 2nd Regiment of Life Guards. Er wurde 1867 zum Knight Grand Cross des Bathordens erhoben. Von 1869 bis 1873 war er Präsident der Highland Agricultural Society. Am 29. Mai 1875 wurde er in den Rang eines Field Marshal befördert.

## Ehe und Nachkommen
Am 28. März 1816 heiratete er Lady Susan Montagu (1797–1870), Tochter des William Montagu, 5. Duke of Manchester. Mit ihr hatte er fünfzehn Kinder:
- Lady Susan Georgiana Hay (1817–1853), ⚭ 1836 James Broun-Ramsay, 1. Marquess of Dalhousie;
- Lady Hannah Charlotte Hay (1818–1887), ⚭ 1843 Simon Taylor, Gutsherr von Erlestock Park in Wiltshire;
- Lady Louisa Jane Hay (1819–1882), ⚭ 1841 Robert Wardlaw-Ramsay, 19. Laird of Whitehill and Tillicoultry;
- Lady Elizabeth Hay (1820–1904), ⚭ 1839 Arthur Wellesley, 2. Duke of Wellington;
- George Hay, Earl of Gifford (1822–1862), MP, ⚭ 1862 Helen Selina Sheridan, Witwe des Price Blackwood, 4. Baron Dufferin and Claneboye;
- Lady Millicent Hay (1823–1826);
- Arthur Hay, 9. Marquess of Tweeddale (1824–1878);
- William Montagu Hay, 10. Marquess of Tweeddale (1826–1911);
- Lord John Hay (1827–1916), Admiral of the Fleet der Royal Navy, ⚭ 1876 Annie Christina Lambert;
- Lady Jane Hay (1830–1920), ⚭ 1963 General Sir Richard Taylor;
- Lady Julia Hay (1831–1915);
- Lord Charles Edward Hay (1833–1912);
- Lord Frederick Hay (1835–1912);
- Lady Emily Hay (1836–1924), ⚭ 1856 Sir Robert Peel, 3. Baronet, MP.